# Erysimum ghaznicum
Erysimum ghaznicum là một loài thực vật có hoa trong họ Cải. Loài này được Cullen & Rech.f. mô tả khoa học đầu tiên năm 1968.